# BV Kassel 06
BV Kassel 06 was een Duitse voetbalclub uit Kassel. De club bestond van 1906 tot 1945.

## Geschiedenis
De club werd in 1906 opgericht als Casseler BV (toenmalige schrijfwijze van de stad). De club was aangesloten bij de West-Duitse voetbalbond en promoveerde in 1920 naar de hoogste klasse van de Hessisch-Hannoverse competitie. De club werd daar laatste en degradeerde, waarop de club die in het arbeidersmilieu gevestigd was besloot om zich terug te trekken uit de West-Duitse bond en zich aan te melden bij de concurrerende Arbeiter-Turn- und Sportbund. Deze bond had minder aanzien als de Duitse bond, maar hier waren meer mogelijkheden op succes. Amper een jaar later werd de club de succesvolste club van de stad omdat ze de enige waren die nu ook buiten de regionale grenzen succes hadden. BV slaagde erin de finale om de Duitse arbeiderstitel te bereiken. Voor 60.000 toeschouwers ging de club de boot in tegen VfL Leipzig-Stötteritz met 4:1. In 1925 keerde de club terug naar de West-Duitse bond en speelde daar in de tweede klasse. BV klopte wel op de deur van de hoogste klasse, maar kon niet promoveren.
Na de invoering van de Gauliga in 1933 werd de concurrentie zwaarder, maar toch maakte de club in 1935 kans op promotie, maar verloor deze aan VfB Kurhessen 1905 Marburg. Nadat de Gauliga Hessen opgedeeld werd in 1941 promoveerde de club naar de Gauliga Kurhessen. De club eindigde twee seizoenen boven de degradatiezone. Door de perikelen in de Tweede Wereldoorlog werd het steeds moeilijker om een volwaardig team op te stellen. Hierdoor besloot de club om een tijdelijke fusie aan te gaan met 1. Casseler BC Sport 1894 en trad aan als KSG BV 06/BC Sport Kassel, maar moest zich ondanks de gebundelde krachten toch terugtrekken uit de competitie.
Na de oorlog werden alle Duitse clubs ontbonden, de club werd niet meer heropgericht en spelers sloten zich aan bij BC Sport.